# Antoni Riera Nadal
Antoni Riera Nadal (Manacor, 1928 - 12 de desembre del 2008) va ser un cineasta, pintor i il·lustrador. El seu germà Miquel Àngel Riera Nadal va ser un escriptor d'anomenada. Antoni estudià dibuix a l'Escola d'Arts i Oficis de Mallorca, i cursà la carrera d'aparellador. Pintor ja des de la infantesa, va fer la seva primera exposició l'any 1948 i la darrera el gener de 2004. Passà per diversos períodes, com l'impressionisme, l'abstracció i la nova figuració.

També es dedicà al cinema de forma independent, i rodà una cinquantena de títols en 8 mm i en Súper 8: de ficció (Rondalles, L'endemà de mai, el Canyar), reportatges de ciències socials (El Vimer, La sínia, Manacor 1966, Manacor 2000, Las Vegas), documentals de geografia (Mortitx, El Gran Canyon) i altres (Los otros, Penderecki); també va fer pel·lícules d'animació. El Patronat de l'Escola Municipal de Mallorquí de Manacor el premià per la seva obra. El 2010 es publicà un llibre sobre la seva figura vist per les seves amistats. Fou ideat i coordinat per Gabriel Barceló Bover i publicat per l'Institut d'Estudis Baleàrics.

## Pel·lícules[3]
- Aventura a Comafreda
- El Canyar, basat en un text de Baltasar Porcel
- L'endemà de mai, basada en una novel·la del seu germà Miquel Àngel Riera Nadal
- El Gran Canyon
- Manacor 1966
- Manacor 2000
- Mortitx, el torrent
- Los otros
- Penderecki
- La sínia
- Les tentacions del sen Fum
- El torrent de pareis
- Las Vegas
- El Vimer

## Il·lustracions a llibres
- Rafael Ferrer Massanet  Manacor Palma: Imp. Mn. Alcover, 1955
- Jaume Mesquida Lletrada Mallorca: El Tall, 2005 ISBN 84-96019-21-7
- Bernat Nadal Memòria fòssil Port de Pollença: El Salobre, 2005 ISBN 84-933744-1-5